# Jiří Zídek Sr.
Pour les articles homonymes, voir Zídek.
Jiří Zídek Sr., né le 8 février 1944 à Prague (protectorat de Bohême-Moravie) et mort le 21 mai 2022, est un joueur tchécoslovaque de basket-ball, évoluant au poste de pivot. 

## Biographie
Jiří Zídek Sr. est le père du joueur Jiří Zídek.

## Carrière

### Palmarès
- Finaliste du championnat d'Europe 1967
- Médaille de bronze au championnat d'Europe 1969